# Kostolná-Záriečie

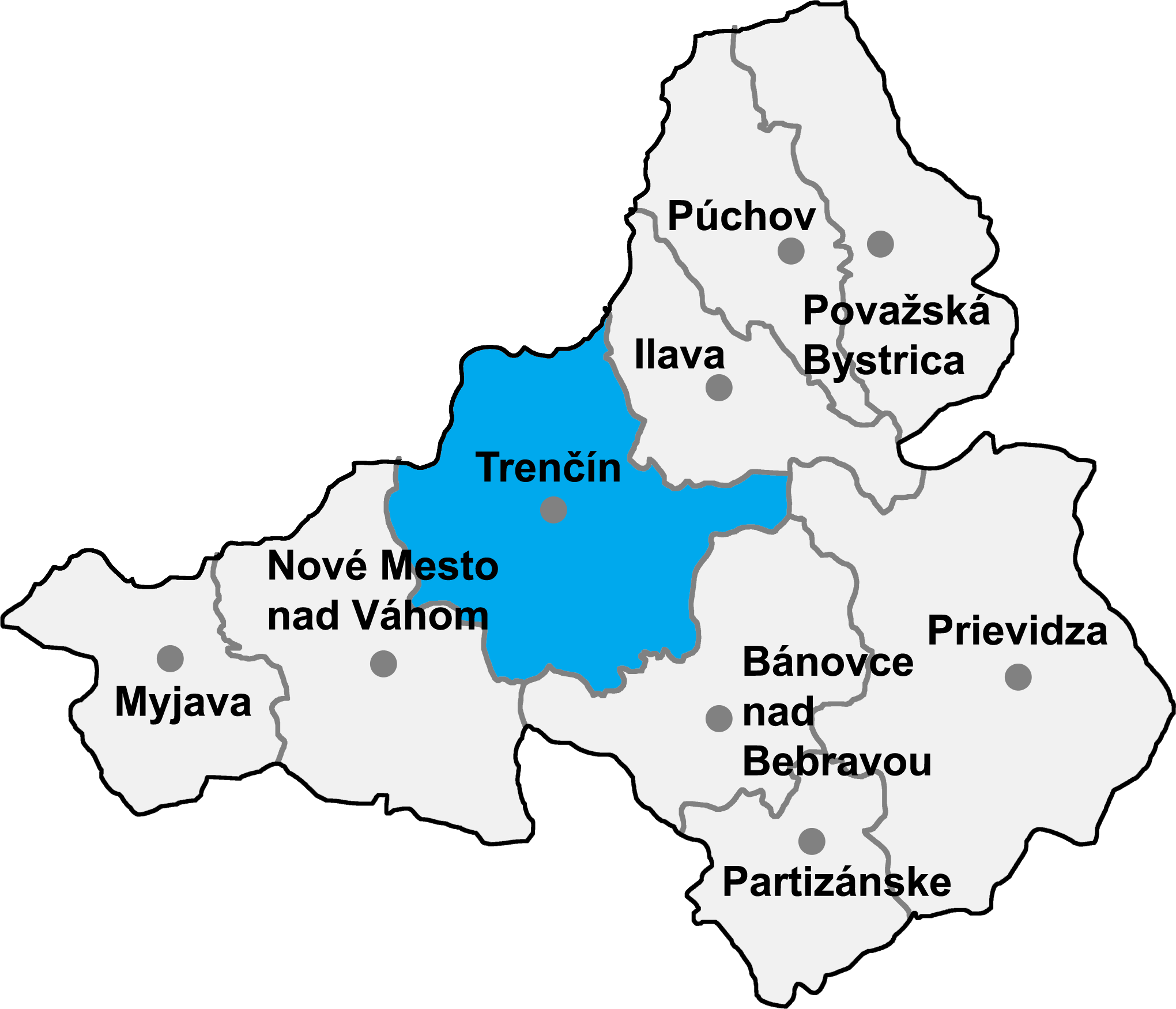

Kostolná-Záriečie este o comună slovacă, aflată în districtul Trenčín din regiunea Trenčín. Localitatea se află la altitudinea de 211 m deasupra n.m., se întinde pe o suprafață de 3,67 km2 și în 2017 număra 683 de locuitori.

## Istoric
Localitatea Kostolná-Záriečie este atestată documentar din 1318.

## Demografie
| An:                | 1994 | 2004   | 2014   | 2024   |
| ------------------ | ---- | ------ | ------ | ------ |
| Număr de persoane: | 662  | 645    | 658    | 671    |
| Diferență:         |      | −2,56% | +2,01% | +1,97% |

| An:                | 2023 | 2024   |
| ------------------ | ---- | ------ |
| Număr de persoane: | 672  | 671    |
| Diferență:         |      | −0,14% |